# Присила (филм)
Присила (енгл. Priscilla) амерички је биографски филм из 2023. у режији и по сценарију Софије Кополе. Темељи се на мемоарима Елвис и ја Присиле Пресли (која је извршни продуцент) и Сандре Хармон. Прати живот Присиле (коју тумачи Кејли Спејни) и њену компликовану љубавну везу са Елвисом Преслијем (Џејкоб Елорди).
Премијера је приказана 4. септембра 2023. на Филмском фестивалу у Венецији. Приказивање у одабраним биоскопима почело је 27. октобра 2023, након чега је од 3. новембра започео шире приказивање у биоскопима. Добио је позитивне рецензије критичара и зарадио преко 32 милиона долара. Спејни је била номинована за Златни глобус за најбољу главну глумицу у играном филму (драма).

## Радња
Када тинејџерка Присила Болије уђе у живот Елвиса Преслија, човек који је већ суперзвезда рокенрола постаје неко потпуно неочекиван у приватним тренуцима: узбудљива симпатија, савезник у усамљености, рањиви најбољи пријатељ.

## Улоге
| Глумац                 | Улога          |
| ---------------------- | -------------- |
| Кејли Спејни           | Присила Пресли |
| Џејкоб Елорди          | Елвис Пресли   |
| Ари Коен               | Капетан Болије |
| Дагмара Домињчик       | Ен Болије      |
| Тим Пост               | Вернон Пресли  |
| Лин Грифин             | Доџер          |
| Ден Берн               | Џо Еспозито    |
| Родриго Фернандез Стол | Алан           |
| Ден Абрамовичи         | Џери Шилинг    |
| Р. Остин Бол           | Лари Гелер     |
| Оливија Барет          | Алберта        |
| Стефани Мур            | Ди             |
| Лук Хамфри             | Тери Вест      |
| Еван Анизет            | Мајк Стоун     |